# Freedom - The Wolves Within
Freedom - The Wolves Within è un singolo del gruppo musicale olandese Epica, pubblicato il 27 novembre 2020 come secondo estratto dall'ottavo album in studio Omega.

## Descrizione
Settima traccia del disco, il brano è stato descritto dal chitarrista e cantante Mark Jansen attraverso la seguente dichiarazione:

## Promozione
Il singolo è stato distribuito esclusivamente per il download digitale e per lo streaming a partire dal 27 novembre 2020. Per l'occasione, la Nuclear Blast ha fissato tre obiettivi in merito ai risultati del brano sulle piattaforme di streaming; per ogni obiettivo raggiunto, verranno adottati due lupi grigi attraverso il WWF.

## Video musicale
Il videoclip, pubblicato in contemporanea al lancio del singolo, è stato disegnato e animato in grafica digitale da Bram Knol.

## Tracce
1. Freedom - The Wolves Within – 5:37
2. Abyss of Time - Countdown to Singularity – 5:20